# Michal Kopej
Michal Kopej (* 6. června 1955, Zbudské Dlhé) je bývalý slovenský fotbalista, obránce a záložník. Po skončení aktivní kariéry pracuje jako trenér, mj. v HFC Humenné.

## Fotbalová kariéra
V československé lize za Duklu Banská Bystrica, Slavii Praha a Lokomotívu Košice. V lize nastoupil ke 170 utkáním a dal 1 gól. Za reprezentaci do 18 let nastoupil ve 13 utkáních, za juniorskou reprezentaci do 21 let nastoupil v 5 utkáních.

## Ligová bilance
| Ročník                                      | Zápasy | Góly | Klub                  |
| ------------------------------------------- | ------ | ---- | --------------------- |
| 1. československá fotbalová liga 1977/78    | -      | 0    | Dukla Banská Bystrica |
| 1. československá fotbalová liga 1978/79    | 23     | 0    | Dukla Banská Bystrica |
| 1. československá fotbalová liga 1979/80    | -      | 0    | Dukla Banská Bystrica |
| 1. československá fotbalová liga 1980/81    | 20     | 0    | Dukla Banská Bystrica |
| 1. československá fotbalová liga 1981/82    | 19     | 1    | Dukla Banská Bystrica |
| 1. slovenská národní fotbalová liga 1982/83 | 11     | 0    | Chemlon Humenné       |
| 1. československá fotbalová liga 1983/84    | 13     | 0    | Slavia Praha          |
| 1. československá fotbalová liga 1984/85    | 12     | 0    | Lokomotíva Košice     |
| 1. československá fotbalová liga 1985/86    | 28     | 0    | Lokomotíva Košice     |
| 1. slovenská národní fotbalová liga 1986/87 | 27     | 1    | Chemlon Humenné       |
| 1. slovenská národní fotbalová liga 1987/88 | 29     | 1    | Chemlon Humenné       |
| 1. slovenská národní fotbalová liga 1988/89 | 27     | 0    | Chemlon Humenné       |
| CELKEM                                      | 170    | 1    |                       |